# Caixa móvel

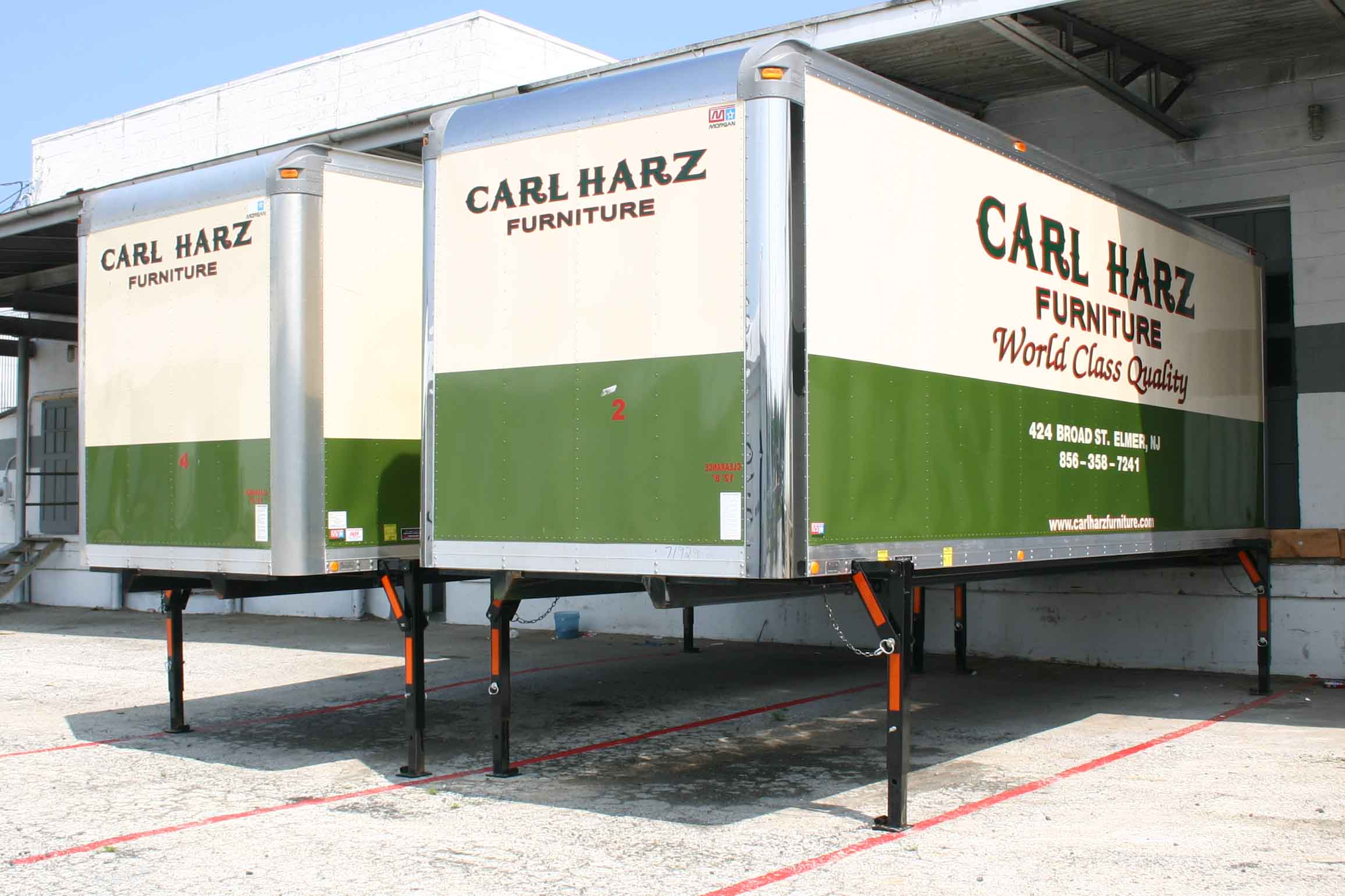
Caixas móveis

Uma caixa móvel é uma unidade de transporte intermodal geralmente utilizada em transportes terrestres, do tipo estrada-combóio e que permite a transferência de um veículo ou de um meio de transporte a um outro.
A caixa móvel não pode ser nem empilhada, nem elevada pelo cimo como os contentores. De dimensões padrão, mas no entanto diferentes dos contentores, tem "pernas" em cada canto para permitir que não esteja pousado no solo.